# 커머셜-브로드웨이역

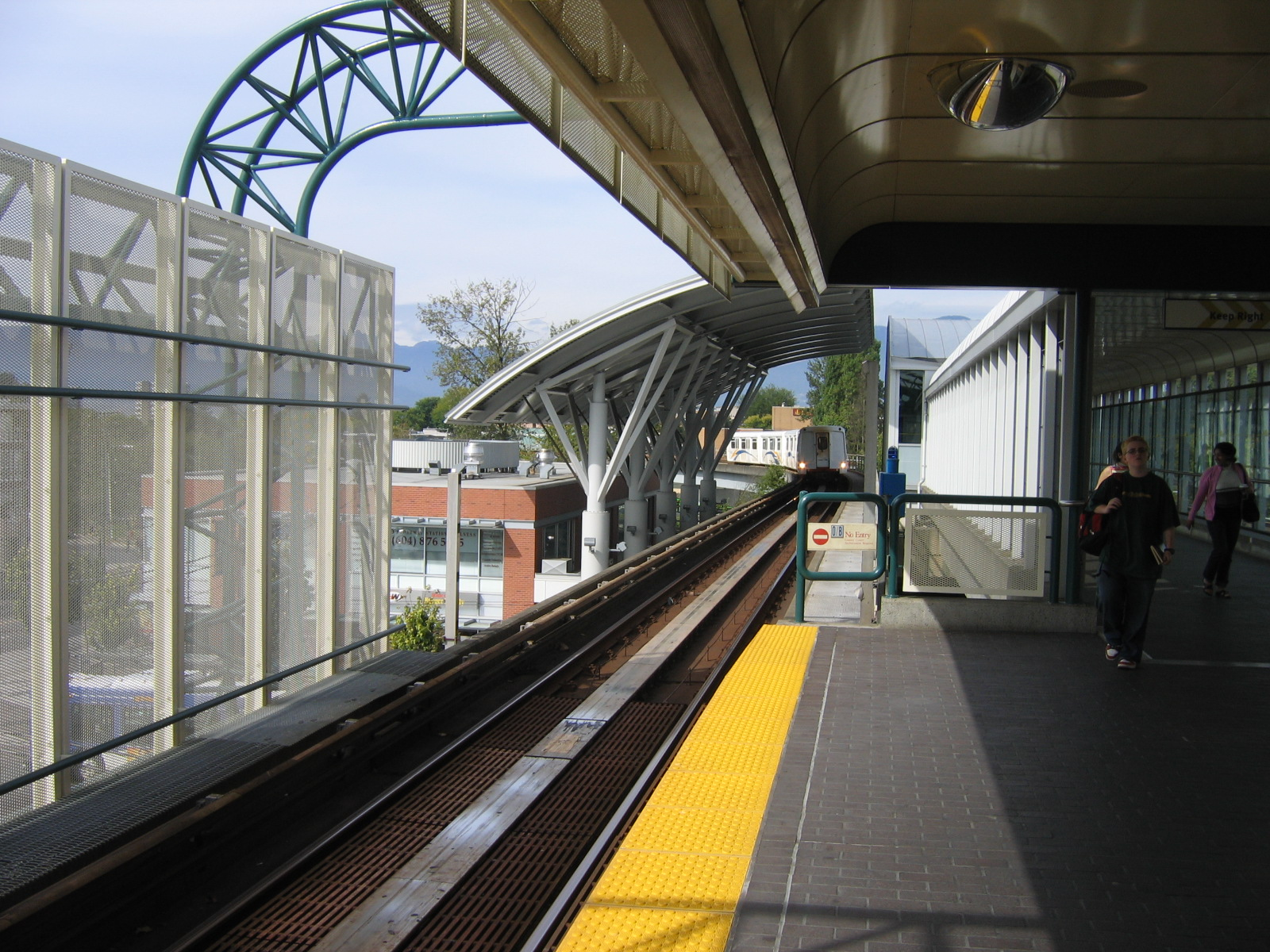
엑스포선 외행용 4번 승강장.

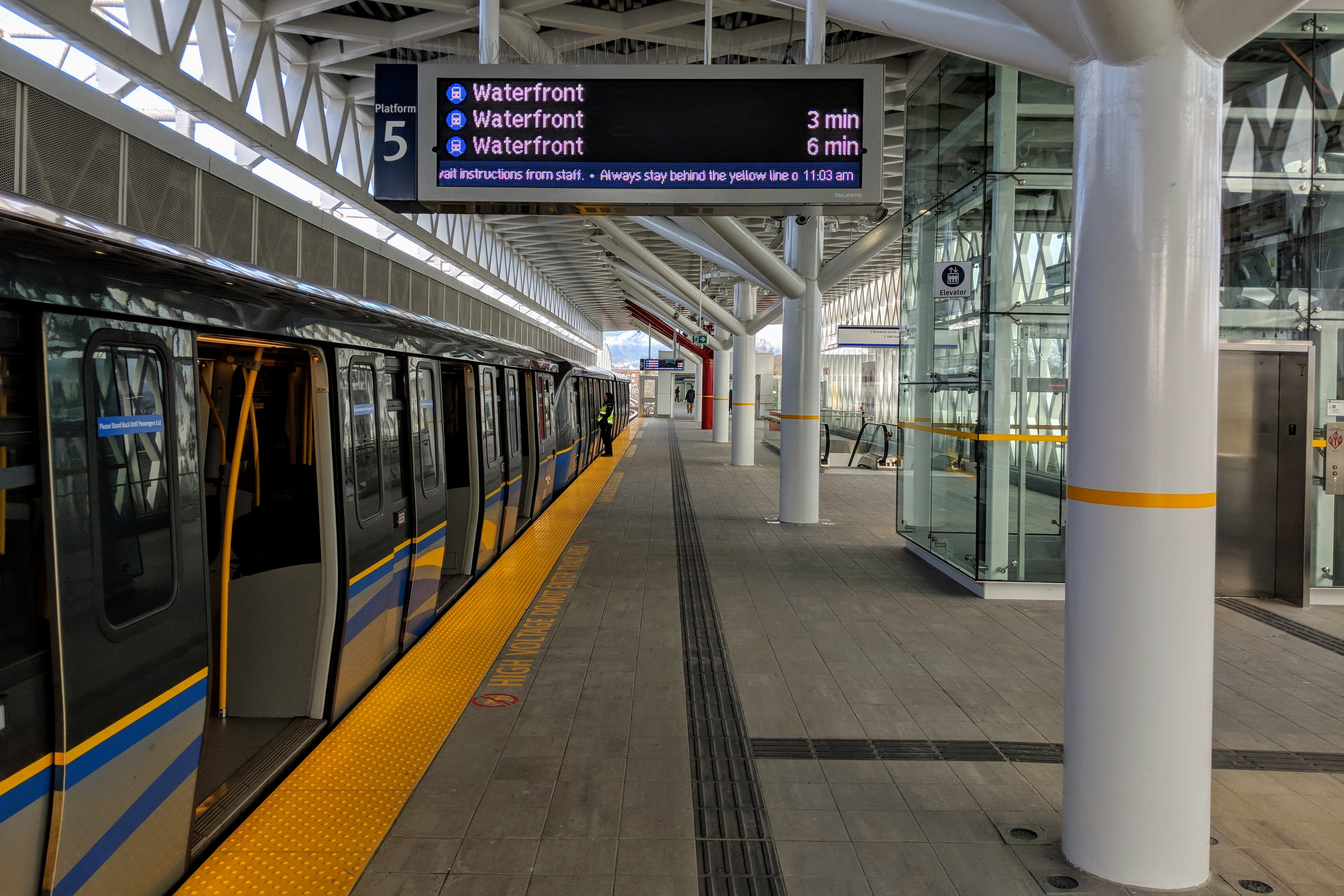
5번 승강장, 엑스포선 열차의 도착 정보를 실시간으로 제공한다.

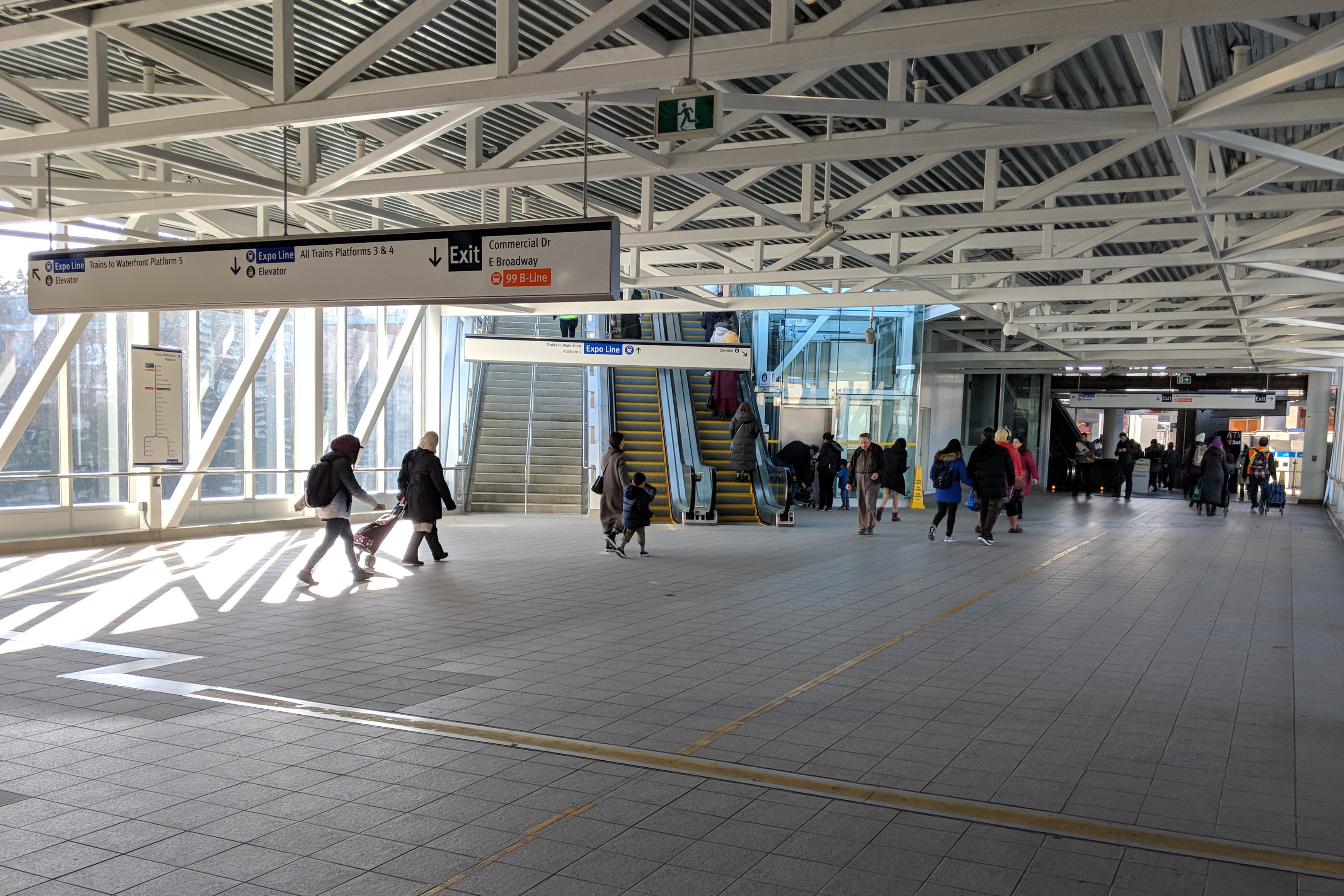
이스트 브로드웨이 북쪽에 위치한 대합실

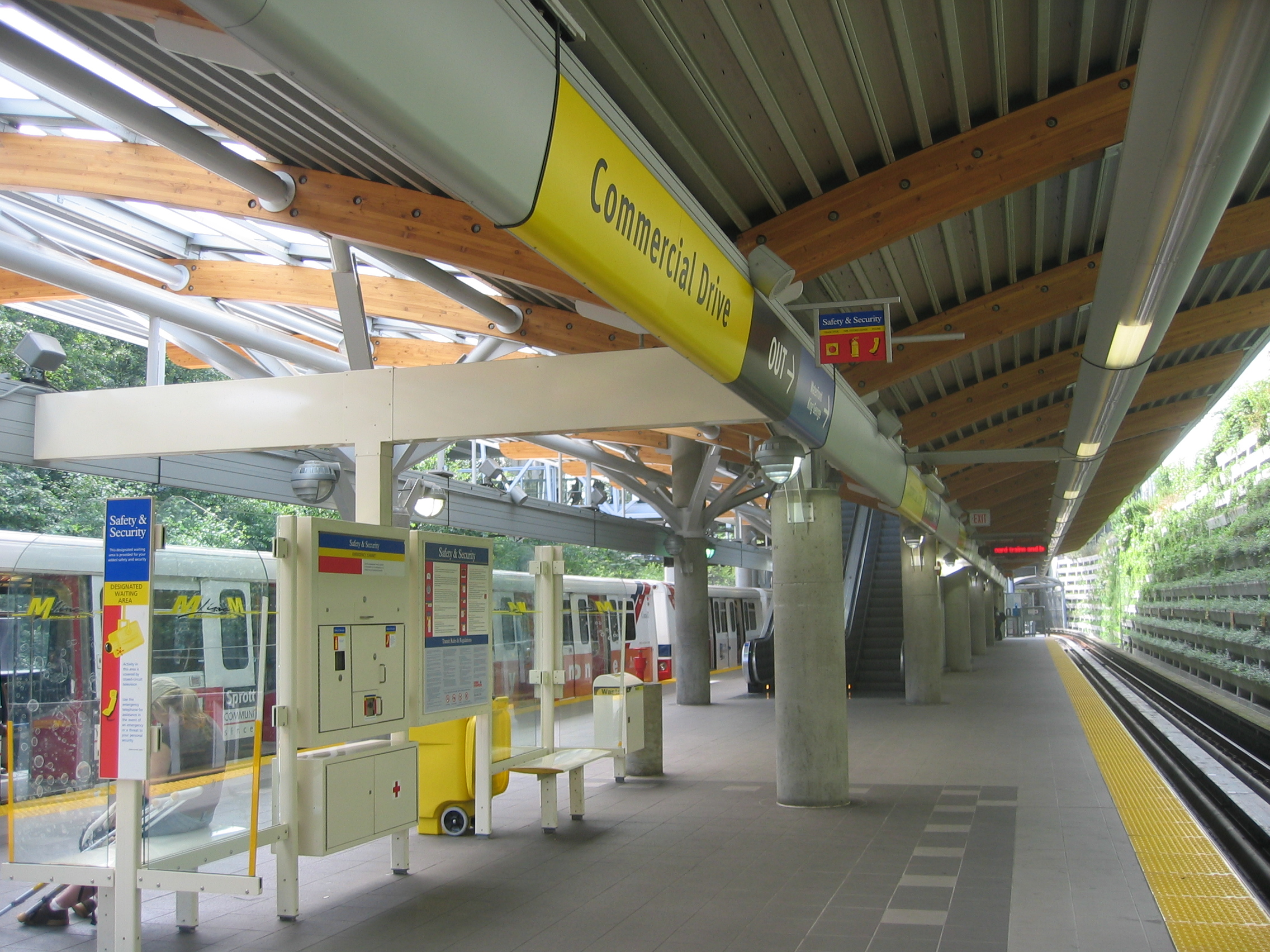
그랜드뷰 컷에 소재한 밀레니엄선용 1·2번 승강장

커머셜-브로드웨이(Commercial–Broadway)역은 캐나다 브리티시컬럼비아주 밴쿠버에 있는 메트로 밴쿠버 스카이트레인 엑스포선과 밀레니엄선의 환승역이다. 엑스포선의 고가 구간과 밀레니엄선의 지하 구간을 운행한다. 스카이트레인역 중에서 세 번째로 많은 탑승객을 가진 주요 환승 중심지이며, 이 지역에서 가장 붐비는 버스 노선인 99 B-Line의 종착역이다.
이 역은 2009년 이전까지 분리되었던 브로드웨이(Broadway)역와 커머셜 드라이브(Commercial Drive)역이 합치면서 형성되었다.
2019년 2월, 다양한 계획으로 인한 역 교통량 증가를 예상하여, 워터프런트역행 엑스포선 운행 수용량을 늘리기 위해 밀레니엄선의 에버그린 연장 개통을 포함하여 역의 브로드웨이 부분에 3번째 승강장이 개장되었다.

## 위치
커머셜-브로드웨이역은 이스트밴쿠버의 이스트 브로드웨이와 커머셜 드라이브의 교차로 동쪽에 위치해 있으며, 밴쿠버의 리틀이털리 구역의 외곽에 위치해 있다. 엑스포선 승강장은 이스트 브로드웨이 위에, 밀레니엄선 승강장은 그랜드뷰 하이웨이 노스(Grandview Highway North) 남쪽의 그랜드뷰 컷(Grandview Cut) 내 아래에 위치한다. 두 구간은 이스트 브로드웨이를 가로지르는 육교를 통해 연결된다.

## 역사
커머셜-브로드웨이역은 엑스포선의 브로드웨이역(Broadway station)과 밀레니엄선의 커머셜 드라이브역(Commercial Drive station)을 합친 역이다.
브로드웨이역은 1985년 원래 엑스포선 위에 지어졌다. 이 역은 이 시스템에서 가장 붐비는 역 중 하나였으며 2002년에 연결된 커머셜 드라이브역을 통해 밀레니엄선으로 환승하는 역이 되었다.
커머셜 드라이브역은 엑스포선의 브로드웨이역과 연결되는 밀레니엄선의 첫 번째 구간의 임시 종착역으로 2002년에 지어졌다. 밀레니엄선은 이후 서쪽으로 연장되어 그랜드뷰 컷에서 VCC-클라크역까지 0.75 킬로미터 (0.47 mi) 연장되었다.
2008년 11월, 10번가 역 남쪽에 새로운 출구를 추가하고, 역 엘리베이터를 교체 및 재배치하고, 지상에 원래의 metal mesh 패널을 유리로 다시 설치하는 등의 보수 작업이 시작되었다. 이 업그레이드는 2009년 10월에 완료되었다.
2009년 9월 7일 – 당시 신설된 캐나다 선의 브로드웨이-시청역과의 혼란 가능성에 대한 우려로 두 역이 공식적으로 합병되고 이름이 바뀌었다. 커머셜 드라이브는 새로운 역의 1번과 2번 승강장이 되었고, 브로드웨이는 3번과 4번 승강장이 되었다.
2002년 8월 31일부터 2016년 10월 22일 사이에 이 역은 동일한 도시 철도 노선(이 경우 밀레니엄선)이 프레첼 구성으로 역을 두 번 통과하는 세계에서 단 4개 중 하나였다.(다른 4곳은 불가리아 소피아에 있는 소피아 지하철의 세르디카역 및 세르디카 II 역;  영국 뉴캐슬어폰타인의 타인 위어 메트로에 있는 모뉴먼트역, 네덜란드 헤이그의 란드스타트레일에 있는 포르버흐역.)

## 개조
에버그린 연장(Evergreen Extension) 프로젝트와 함께, 역의 주요 업그레이드는 증가된 승객 수를 수용하고 승객 환경을 개선하기 위해 2015년 2분기에 시작되었다. 원래 2017년 중반까지 완료될 예정이었으나, 이 업그레이드는 2019년 2월 2일에 완료되어 일반에 공개되었다. 주 개선사항은 다음과 같다.:
- 3번과 4번 승강장의 동쪽에 새로운 승강장(5번 승강장)이 있는데, 밀레니엄선의 에버그린역 개통과 같은 계획으로 인해 역의 교통량이 증가할 것으로 예상하여 워터프런트역행 엑스포선 열차에 추가 승강당 용량을 제공함으로써 이러한 승강장의 승객 교통을 개선한다.[8] 이 역의 워터프런트행 열차는 양쪽으로 문을 열어 모든 문의 승차와 하차가 가능하다.[9]
- 버스 승객 대기 구역에 날씨 보호 기능과 편의 시설 추가.
- 업그레이드된 통로, 수직 이동 및 출구를 포함한 역 내 접근성 개선.
- 브로드웨이 남쪽의 역 부분을 위한 새로운 보행자 광장 추가.
- 42대의 자전거를 수용할 수 있는 새로운 자전거 주차장 추가.

## 운행
- 커머셩-브로드웨이역은 9번 버스, 브리티시컬럼비아 대학교까지 직통으로 가는 연결 급행버스인 99 B-Line 포함하여 브로드웨이를 따라 운행하는 트랜스링크 버스 노선의 주요 환승 지점이다.
- 2008년과 2009년 사이에 브로드웨이역이 업그레이드되기 전에 이 역에는 1986년 스카이트레인의 개통과 함께 설립된 소매 프로그램의 일환으로 도입된 세 개의 작은 편의점과 소매점인 "브로드웨이 스모크 쇼페", "익스체인지", "밴쿠버 티켓 센터"가 있었다.

## 역 정보

### 역 구조
| T2 | 상대식 승강장, 왼쪽 문이 열림   | 상대식 승강장, 왼쪽 문이 열림                                                 |
| T2 | 2번 승강장 내행 3번 승강장      | ← ■ 엑스포선 워터프런트 방면 (메인 스트리트-사이언스 월드))                   |
| T2 | 섬식 승강장, 왼쪽 출입문이 열림 |                                                                               |
| T2 | 2번 승강장 외행                 | ■ 엑스포선 킹 조지 / 프로덕션 웨이-유니버시티 방면 (나나이모) →               |
| S  | 거리 북                         | 커머셜 드라이브, 브로드웨이(북쪽) 출구 컴퍼스 자동발매기, ATM, 상점, 개집표기 |
| S  | 거리 북                         | 브로드웨이(남쪽), 10번로(10th Avenue) 출구 컴퍼스 자동발매기, 개집표기        |
| T  | 1번 승강장 내행                 | ← ■ 밀레니엄선 VCC-클라크 방면 (시·종착역)                                    |
| T  | 섬식 승강장, 왼쪽 출입문이 열림 |                                                                               |
| T  | 2번 승강장 외행                 | ■ 밀레니엄선 라파지 렝크-더글라스 방면 (른푸르) →                             |
| X  |                                 | 제한구역                                                                      |

### 출구
- 커머셜 드라이브·브로드웨이(북쪽) 입구 : 브로드웨이와 커머셜 드라이브 교차로의 북동쪽 모퉁이에 위치해 있으며, 2002년 밀레니엄선의 개통과 함께 개장되었다. 승객은 브로드웨이 서쪽(북쪽)과 커머셜 드라이브 남쪽(남쪽) 모두 역으로 들어갈 수 있다. 이 출구는 4개의 승강장 모두에 상/하행 에스컬레이터와 엘리베이터가 있으나, 1번 승강장과 2번 승강장에서 운행하는 에스컬레이터는 러시아워에 혼잡 방향에만 개방된다.
- 브로드웨이 (남쪽) 입구 : 이 역의 원래 입구는 교차로의 남동쪽 모퉁이, 3·4번 승강장의 북쪽 끝에 위치해 있다. 입구는 브로드웨이의 동쪽 방향으로 열린다. 에스컬레이터와 엘리베이터는 지상층과 3·4번 승강장을 연결한다. 1·2번 승강장으로 갈려면 브로드웨이를 건너거나 고가도로를 이용해 커머셜 드라이브 입구로 가야한다.
- 10번로(10th Avenue) 출구 : 2009년에 개통한 역의 최신 입구. 입구는 3·4번 승강장 남쪽 끝에 위치하며 역 건물을 브로드웨이 입구와 공유한다.